# Fußball-Weltmeisterschaft 2010/Gruppe G
| Pl. | Land           | Sp. | S | U | N | Tore    | Diff. | Punkte |
| --- | -------------- | --- | - | - | - | ------- | ----- | ------ |
| 1.  | Brasilien      | 3   | 2 | 1 | 0 | 005:200 | +3    | 07     |
| 2.  | Portugal       | 3   | 1 | 2 | 0 | 007:000 | +7    | 05     |
| 3.  | Elfenbeinküste | 3   | 1 | 1 | 1 | 004:300 | +1    | 04     |
| 4.  | Nordkorea      | 3   | 0 | 0 | 3 | 001:120 | −11   | 0      |

Gruppe G der Fußball-Weltmeisterschaft 2010:

## Elfenbeinküste – Portugal 0:0
| Elfenbeinküste                                                            | Elfenbeinküste | Portugal | Portugal | Aufstellung                               |
| ------------------------------------------------------------------------- | --- | --- | -------- | ----------------------------------------- |
| Elfenbeinküste                                                            | \| 1. Spieltag \| \| 15. Juni 2010 um 16:00 Uhr in Port Elizabeth (Nelson-Mandela-Bay-Stadion) \| \| Zuschauer: 37.034 \| \| Schiedsrichter: Jorge Larrionda ( Uruguay) \| \| Spielbericht \|                                                                  | \| 1. Spieltag \| \| 15. Juni 2010 um 16:00 Uhr in Port Elizabeth (Nelson-Mandela-Bay-Stadion) \| \| Zuschauer: 37.034 \| \| Schiedsrichter: Jorge Larrionda ( Uruguay) \| \| Spielbericht \|                           | Portugal | Aufstellung Elfenbeinküste gegen Portugal |
| Elfenbeinküste                                                            | Boubacar Barry – Guy Demel, Kolo Touré , Didier Zokora, Siaka Tiéné – Yaya Touré, Emmanuel Eboué (89. Romaric), Cheik Tioté – Gervinho (82. Abdul Kader Keïta), Salomon Kalou (66. Didier Drogba) – Aruna Dindane Cheftrainer: Sven-Göran Eriksson ( Schweden) | Eduardo – Paulo Ferreira, Bruno Alves, Ricardo Carvalho, Fábio Coentrão – Pedro Mendes, Raúl Meireles (85. Rúben Amorim), Deco (62. Tiago) – Danny (55. Simão), Cristiano Ronaldo – Liédson Cheftrainer: Carlos Queiroz | Portugal | Aufstellung Elfenbeinküste gegen Portugal |
| Elfenbeinküste                                                            | Zokora, Demel | Cristiano Ronaldo | Portugal | Aufstellung Elfenbeinküste gegen Portugal |
| Elfenbeinküste                                                            | Spieler des Spiels: Cristiano Ronaldo (Portugal) | | Portugal | Aufstellung Elfenbeinküste gegen Portugal |
| 1. Spieltag                                                               | | |          |                                           |
| 15. Juni 2010 um 16:00 Uhr in Port Elizabeth (Nelson-Mandela-Bay-Stadion) | | |          |                                           |
| Zuschauer: 37.034                                                         | | |          |                                           |
| Schiedsrichter: Jorge Larrionda ( Uruguay)                                | | |          |                                           |
| Spielbericht                                                              | | |          |                                           |

## Brasilien – Nordkorea 2:1 (0:0)
| Brasilien                                                       | Brasilien | Nordkorea | Nordkorea | Aufstellung                           |
| --------------------------------------------------------------- | --- | --- | --------- | ------------------------------------- |
| Brasilien                                                       | \| 1. Spieltag \| \| 15. Juni 2010 um 20:30 Uhr in Johannesburg (Ellis-Park-Stadion) \| \| Zuschauer: 54.331 \| \| Schiedsrichter: Viktor Kassai ( Ungarn) \| \| Spielbericht \|     | \| 1. Spieltag \| \| 15. Juni 2010 um 20:30 Uhr in Johannesburg (Ellis-Park-Stadion) \| \| Zuschauer: 54.331 \| \| Schiedsrichter: Viktor Kassai ( Ungarn) \| \| Spielbericht \|                | Nordkorea | Aufstellung Brasilien gegen Nordkorea |
| Brasilien                                                       | Júlio César – Maicon, Lúcio , Juan, Michel Bastos – Gilberto Silva, Felipe Melo (84. Ramires), Elano (73. Dani Alves) – Kaká (78. Nilmar), Robinho – Luís Fabiano Cheftrainer: Dunga | Ri Myong-guk – Cha Jong-hyok, Pak Chol-jin, Pak Nam-chol, Ri Kwang-chon – Ri Jun-il, Ji Yun-nam, Mun In-guk (80. Kim Kum-il) – Hong Yong-jo , Ahn Young-hak – Jong Tae-se Trainer: Kim Jong-hun | Nordkorea | Aufstellung Brasilien gegen Nordkorea |
| Brasilien                                                       | 1:0 Maicon (55.) 2:0 Elano (72.) | 2:1 Ji Yun-nam (89.) | Nordkorea | Aufstellung Brasilien gegen Nordkorea |
| Brasilien                                                       | Ramires | | Nordkorea | Aufstellung Brasilien gegen Nordkorea |
| Brasilien                                                       | Spieler des Spiels: Maicon (Brasilien) | | Nordkorea | Aufstellung Brasilien gegen Nordkorea |
| 1. Spieltag                                                     | | |           |                                       |
| 15. Juni 2010 um 20:30 Uhr in Johannesburg (Ellis-Park-Stadion) | | |           |                                       |
| Zuschauer: 54.331                                               | | |           |                                       |
| Schiedsrichter: Viktor Kassai ( Ungarn)                         | | |           |                                       |
| Spielbericht                                                    | | |           |                                       |

## Brasilien – Elfenbeinküste 3:1 (1:0)
| Brasilien                                                | Brasilien | Elfenbeinküste | Elfenbeinküste | Aufstellung                                |
| -------------------------------------------------------- | --- | --- | -------------- | ------------------------------------------ |
| Brasilien                                                | \| 2. Spieltag \| \| 20. Juni 2010 um 20:30 Uhr in Johannesburg (Soccer City) \| \| Zuschauer: 84.455 \| \| Schiedsrichter: Stéphane Lannoy ( Frankreich) \| \| Spielbericht \| | \| 2. Spieltag \| \| 20. Juni 2010 um 20:30 Uhr in Johannesburg (Soccer City) \| \| Zuschauer: 84.455 \| \| Schiedsrichter: Stéphane Lannoy ( Frankreich) \| \| Spielbericht \|                                                                                | Elfenbeinküste | Aufstellung Brasilien gegen Elfenbeinküste |
| Brasilien                                                | Júlio César – Maicon, Lúcio , Juan, Michel Bastos – Gilberto Silva, Felipe Melo – Elano (67. Dani Alves) – Kaká – Robinho (90.+3' Ramires) – Luís Fabiano Cheftrainer: Dunga    | Boubacar Barry – Guy Demel, Kolo Touré, Didier Zokora, Siaka Tiéné – Yaya Touré – Emmanuel Eboué (72. Romaric), Cheik Tioté – Aruna Dindane (54. Gervinho), Salomon Kalou (68. Abdul Kader Keïta) – Didier Drogba Cheftrainer: Sven-Göran Eriksson ( Schweden) | Elfenbeinküste | Aufstellung Brasilien gegen Elfenbeinküste |
| Brasilien                                                | 1:0 Luís Fabiano (25.) 2:0 Luís Fabiano (50.) 3:0 Elano (62.) | 3:1 Didier Drogba (79.) | Elfenbeinküste | Aufstellung Brasilien gegen Elfenbeinküste |
| Brasilien                                                | Kaká | Tiéné, Keïta, Tioté | Elfenbeinküste | Aufstellung Brasilien gegen Elfenbeinküste |
| Brasilien                                                | Kaká (88.) | | Elfenbeinküste | Aufstellung Brasilien gegen Elfenbeinküste |
| Brasilien                                                | Spieler des Spiels: Luís Fabiano (Brasilien) | | Elfenbeinküste | Aufstellung Brasilien gegen Elfenbeinküste |
| 2. Spieltag                                              | | |                |                                            |
| 20. Juni 2010 um 20:30 Uhr in Johannesburg (Soccer City) | | |                |                                            |
| Zuschauer: 84.455                                        | | |                |                                            |
| Schiedsrichter: Stéphane Lannoy ( Frankreich)            | | |                |                                            |
| Spielbericht                                             | | |                |                                            |

## Portugal – Nordkorea 7:0 (1:0)
| Portugal                                                  | Portugal | Nordkorea | Nordkorea | Aufstellung                          |
| --------------------------------------------------------- | --- | --- | --------- | ------------------------------------ |
| Portugal                                                  | \| 2. Spieltag \| \| 21. Juni 2010 um 13:30 Uhr in Kapstadt (Kapstadt-Stadion) \| \| Zuschauer: 63.644 \| \| Schiedsrichter: Pablo Pozo ( Chile) \| \| Spielbericht \|                                                    | \| 2. Spieltag \| \| 21. Juni 2010 um 13:30 Uhr in Kapstadt (Kapstadt-Stadion) \| \| Zuschauer: 63.644 \| \| Schiedsrichter: Pablo Pozo ( Chile) \| \| Spielbericht \|                                                                 | Nordkorea | Aufstellung Portugal gegen Nordkorea |
| Portugal                                                  | Eduardo – Miguel, Ricardo Carvalho, Bruno Alves, Fábio Coentrão – Pedro Mendes – Tiago, Raúl Meireles (70. Miguel Veloso) – Cristiano Ronaldo , Simão (74. Duda) – Hugo Almeida (77. Liédson) Cheftrainer: Carlos Queiroz | Ri Myong-guk – Pak Chol-jin, Ri Jun-il, Ri Kwang-chon – Cha Jong-hyok (75. Nam Song-chol), Ji Yun-nam – Mun In-guk (58. Kim Yong-jun), Ahn Young-hak, Pak Nam-chol (58. Kim Kum-il) – Hong Yong-jo – Jong Tae-se Trainer: Kim Jong-hun | Nordkorea | Aufstellung Portugal gegen Nordkorea |
| Portugal                                                  | 1:0 Meireles (29.) 2:0 Simão (53.) 3:0 Almeida (56.) 4:0 Tiago (60.) 5:0 Liédson (81.) 6:0 Cristiano Ronaldo (87.) 7:0 Tiago (89.)                                                                                        | | Nordkorea | Aufstellung Portugal gegen Nordkorea |
| Portugal                                                  | Mendes, Almeida | Pak Chol-jin, Hong Yong-jo | Nordkorea | Aufstellung Portugal gegen Nordkorea |
| Portugal                                                  | Spieler des Spiels: Cristiano Ronaldo (Portugal) | | Nordkorea | Aufstellung Portugal gegen Nordkorea |
| 2. Spieltag                                               | | |           |                                      |
| 21. Juni 2010 um 13:30 Uhr in Kapstadt (Kapstadt-Stadion) | | |           |                                      |
| Zuschauer: 63.644                                         | | |           |                                      |
| Schiedsrichter: Pablo Pozo ( Chile)                       | | |           |                                      |
| Spielbericht                                              | | |           |                                      |

## Portugal – Brasilien 0:0
| Portugal                                                     | Portugal | Brasilien | Brasilien | Aufstellung                          |
| ------------------------------------------------------------ | --- | --- | --------- | ------------------------------------ |
| Portugal                                                     | \| 3. Spieltag \| \| 25. Juni 2010 um 16:00 Uhr in Durban (Moses-Mabhida-Stadion) \| \| Zuschauer: 62.712 \| \| Schiedsrichter: Benito Archundia ( Mexiko) \| \| Spielbericht \|                                      | \| 3. Spieltag \| \| 25. Juni 2010 um 16:00 Uhr in Durban (Moses-Mabhida-Stadion) \| \| Zuschauer: 62.712 \| \| Schiedsrichter: Benito Archundia ( Mexiko) \| \| Spielbericht \|         | Brasilien | Aufstellung Portugal gegen Brasilien |
| Portugal                                                     | Eduardo – Ricardo Costa, Ricardo Carvalho, Bruno Alves, Duda (54. Simão) – Pepe (64. Pedro Mendes) – Tiago, Raúl Meireles (84. Miguel Veloso) – Danny, Fábio Coentrão – Cristiano Ronaldo Cheftrainer: Carlos Queiroz | Júlio César – Maicon, Lúcio , Juan, Michel Bastos – Gilberto Silva – Felipe Melo (44. Josué), Dani Alves – Baptista (82. Ramires), Nilmar, Luís Fabiano (85. Grafite) Cheftrainer: Dunga | Brasilien | Aufstellung Portugal gegen Brasilien |
| Portugal                                                     | Duda, Tiago, Pepe, Fábio Coentrão | Luís Fabiano, Juan, Felipe Melo | Brasilien | Aufstellung Portugal gegen Brasilien |
| Portugal                                                     | Spieler des Spiels: Cristiano Ronaldo (Portugal) | | Brasilien | Aufstellung Portugal gegen Brasilien |
| 3. Spieltag                                                  | | |           |                                      |
| 25. Juni 2010 um 16:00 Uhr in Durban (Moses-Mabhida-Stadion) | | |           |                                      |
| Zuschauer: 62.712                                            | | |           |                                      |
| Schiedsrichter: Benito Archundia ( Mexiko)                   | | |           |                                      |
| Spielbericht                                                 | | |           |                                      |

## Nordkorea – Elfenbeinküste 0:3 (0:2)
| Nordkorea                                                  | Nordkorea | Elfenbeinküste | Elfenbeinküste | Aufstellung                                |
| ---------------------------------------------------------- | --- | --- | -------------- | ------------------------------------------ |
| Nordkorea                                                  | \| 3. Spieltag \| \| 25. Juni 2010 um 16:00 Uhr in Nelspruit (Mbombela-Stadion) \| \| Zuschauer: 34.763 \| \| Schiedsrichter: Alberto Undiano Mallenco ( Spanien) \| \| Spielbericht \|            | \| 3. Spieltag \| \| 25. Juni 2010 um 16:00 Uhr in Nelspruit (Mbombela-Stadion) \| \| Zuschauer: 34.763 \| \| Schiedsrichter: Alberto Undiano Mallenco ( Spanien) \| \| Spielbericht \|                                                                       | Elfenbeinküste | Aufstellung Nordkorea gegen Elfenbeinküste |
| Nordkorea                                                  | Ri Myong-guk – Cha Jong-hyok, Pak Chol-jin, Ri Jun-il, Ji Yun-nam, Ri Kwang-chon – Pak Nam-chol, Ahn Young-hak – Hong Yong-jo , Mun In-guk (67. Choe Kum-chol) – Jong Tae-se Trainer: Kim Jong-hun | Boubacar Barry – Emmanuel Eboué, Kolo Touré, Didier Zokora, Arthur Boka – Yaya Touré – Romaric (79. Seydou Doumbia), Cheik Tioté – Kader Keïta (64. Aruna Dindane), Gervinho (64. Salomon Kalou) – Didier Drogba Cheftrainer: Sven-Göran Eriksson ( Schweden) | Elfenbeinküste | Aufstellung Nordkorea gegen Elfenbeinküste |
| Nordkorea                                                  | 0:1 Yaya Touré (14.) 0:2 Romaric (20.) 0:3 Kalou (82.) | | Elfenbeinküste | Aufstellung Nordkorea gegen Elfenbeinküste |
| Nordkorea                                                  | Spieler des Spiels: Didier Drogba (Elfenbeinküste) | | Elfenbeinküste | Aufstellung Nordkorea gegen Elfenbeinküste |
| 3. Spieltag                                                | | |                |                                            |
| 25. Juni 2010 um 16:00 Uhr in Nelspruit (Mbombela-Stadion) | | |                |                                            |
| Zuschauer: 34.763                                          | | |                |                                            |
| Schiedsrichter: Alberto Undiano Mallenco ( Spanien)        | | |                |                                            |
| Spielbericht                                               | | |                |                                            |